# Arctium minus
La bardana minore (Arctium minus (Hill) Bernh., 1800) è una pianta erbacea angiosperma dicotiledone appartenente alla famiglia delle Asteraceae.

## Etimologia
Il nome Arctium, come tanti altri, fu introdotto nella sistematica da Linneo, ma sicuramente l'origine è più antica. "Arctium" (in greco "arction") vuol dire orso (= "arctos"). Probabilmente si fa riferimento alla villosità e all'aspetto ispido della pianta. L'epiteto specifico minus (dal latino "minusculus") fa riferimento alle dimensioni della pianta rispetto ad altre specie dello stesso genere.

Il binomio scientifico attualmente accettato è stato proposto inizialmente dal botanico inglese John Hill (c. 1716 – 1775) e perfezionato successivamente dal botanico germanico Johann Jakob Bernhardi (1774-1850) nella pubblicazione "Systematisches Verzeichnis" del 1800.

## Descrizione

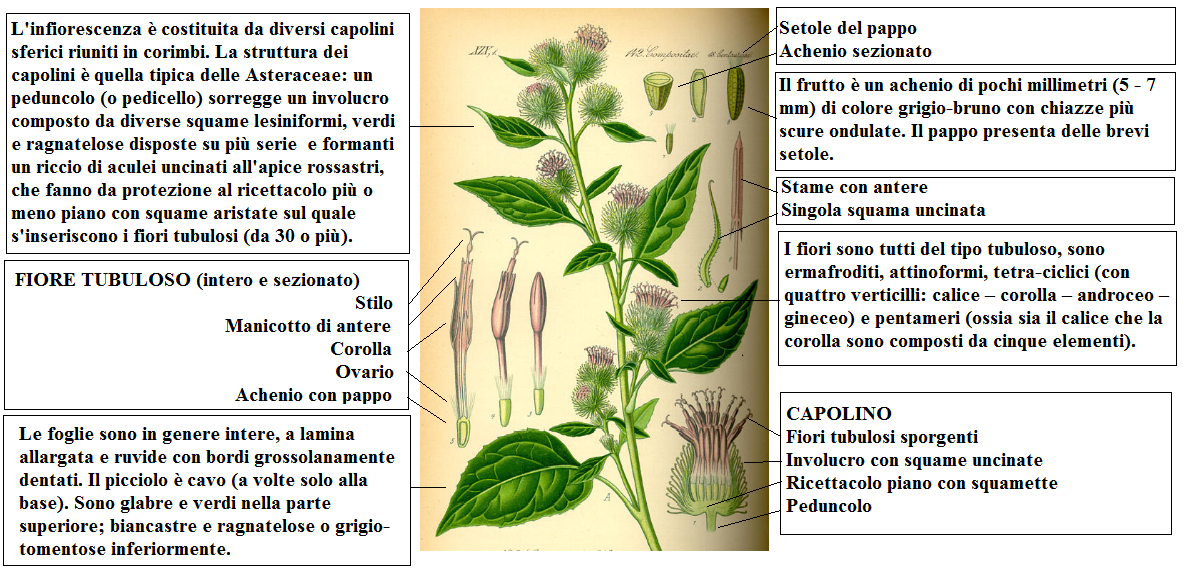
Descrizione delle parti della pianta

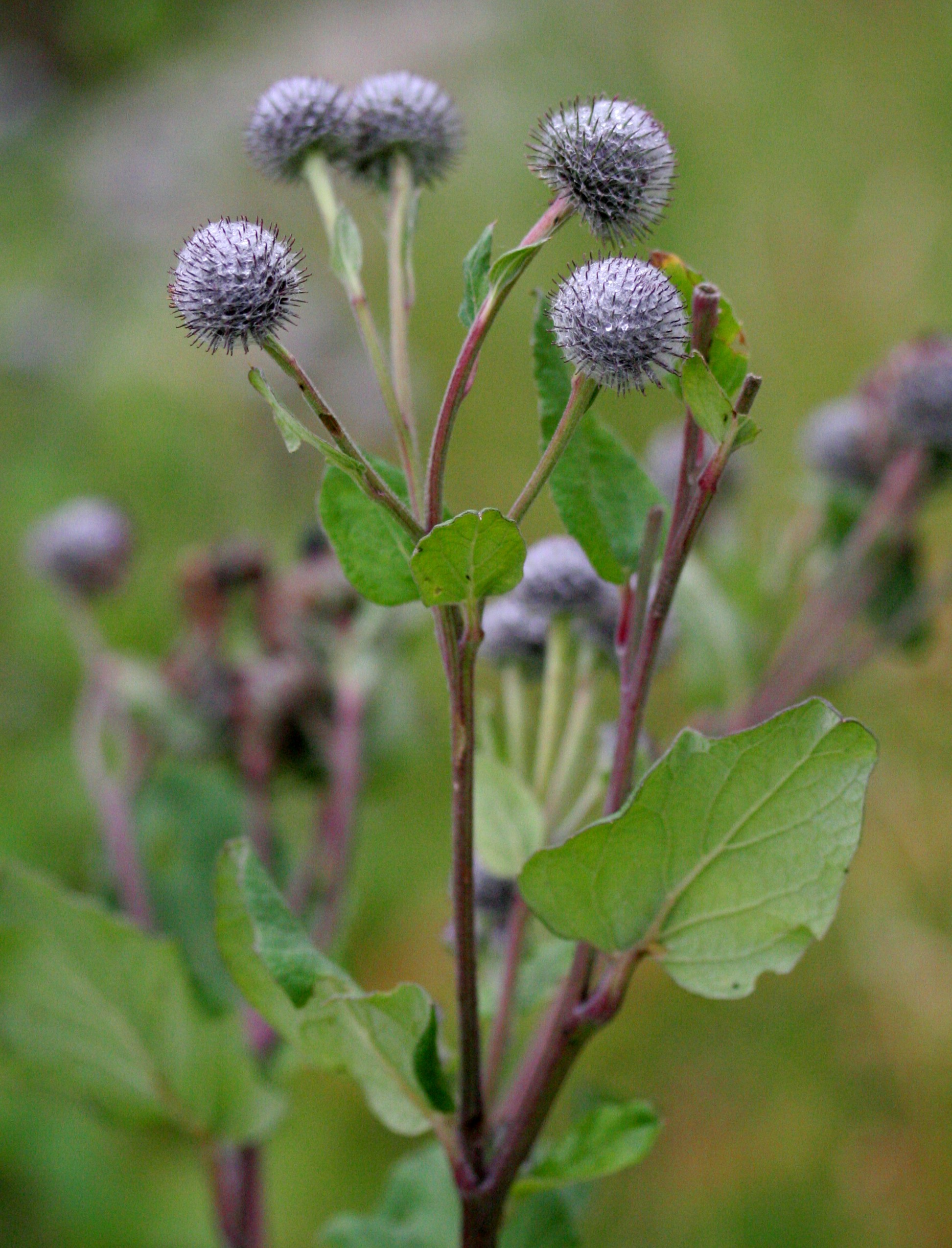
Il portamento. Località: Cortina (BL), 1400 m s.l.m. - luglio 2008

La bardana minore è alta da 5 a 15 dm. La forma biologica è emicriptofita bienne (H bienn): si tratta quindi di una pianta a ciclo di sviluppo biennale (nel primo anno si formano solamente le foglie; i fiori si sviluppano nel secondo), mentre la riproduzione avviene tramite gemme poste a livello del terreno. Tutta la pianta è densamente pelosa. L'altezza varia da 5 a 15 dm.

### Radici
La radice è di tipo fittonante profonda fino a 30 cm.

### Fusto

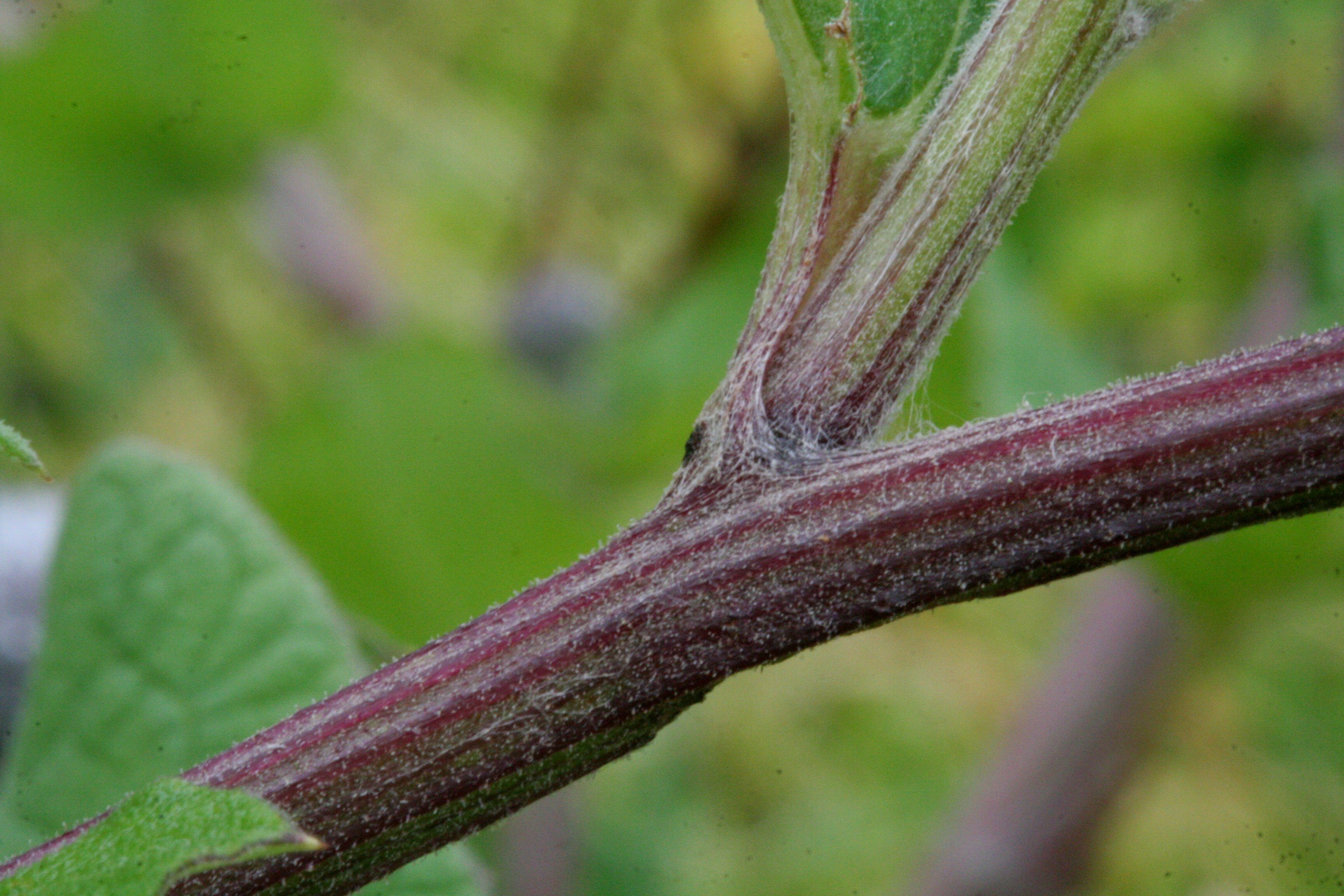
Il fusto. Località: Cortina (BL), 1400 m s.l.m. - luglio 2008

- Parte ipogea: la parte sotterranea è un fittone (e quindi il fusto ipogeo è praticamente inesistente).[7]
- Parte epigea: la parte aerea del fusto è eretta, da glabra a finemente pubescente, ramificata e spesso è arrossata e striata. I rami sono eretto-patenti alla base, ma penduli all'apice.

### Foglie

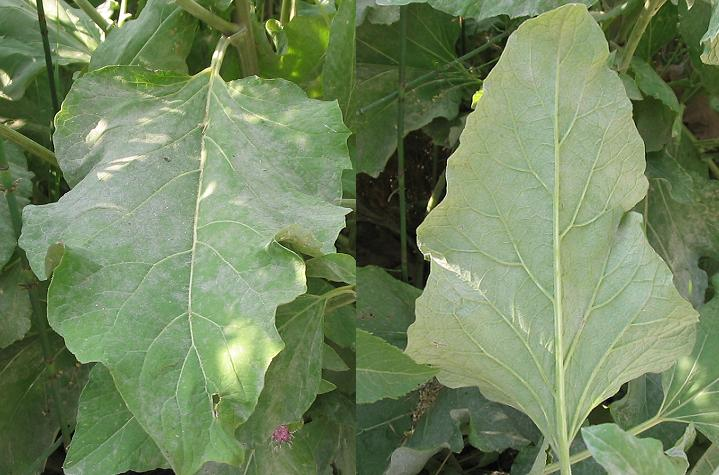
Le foglie

Le foglie sono in genere intere, a lamina allargata e ruvide con bordi grossolanamente dentati e ondulati. Il picciolo è cavo (a volte solo alla base). Sono glabre e verdi nella parte superiore; biancastre o grigio-tomentose inferiormente.
- Foglie basali: picciolate a lamina ovata o cuoriforme.
- Foglie cauline: alterne, sessili e lanceolate.

Dimensione delle foglie: larghezza 1,5 - 3,5 dm; lunghezza 3 - 6 dm. Lunghezza dei piccioli: 15 – 50 cm.

### Infiorescenza

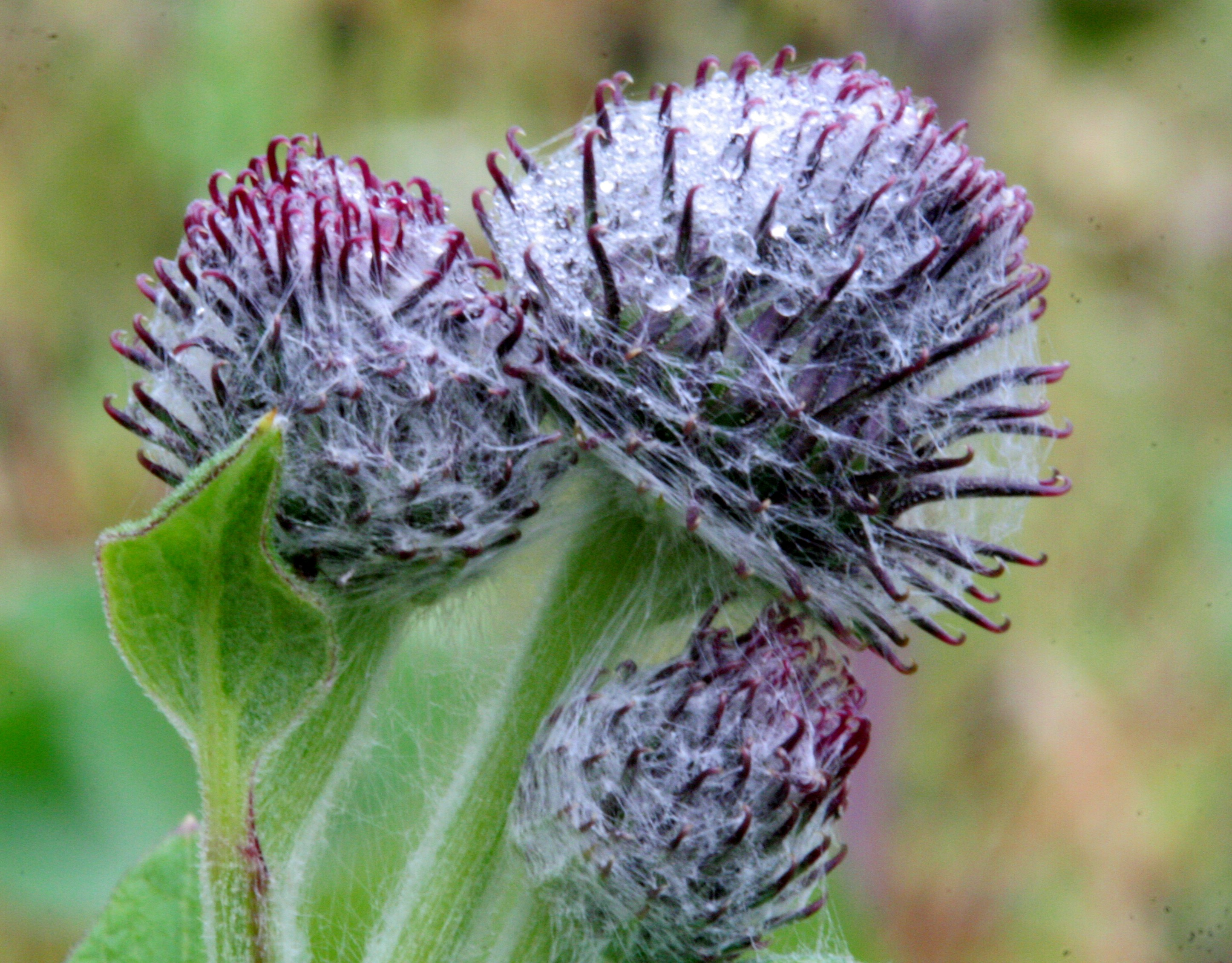
I capolini. Località: Cortina (BL), 1400 m s.l.m. - luglio 2008

L'infiorescenza è costituita da diversi capolino sferici riuniti in corimbi. La struttura dei capolini è quella tipica delle Asteraceae: un peduncolo (o pedicello) sorregge un involucro composto da diverse brattee (o squame) lesiniformi, verdi e glabre (o finemente pubescenti) disposte su più serie e formanti un riccio di aculei uncinati all'apice rossastri, che fanno da protezione al ricettacolo più o meno piano con squame aristate sul quale s'inseriscono i fiori tubulosi (da 30 o più). Le squame sono di dimensioni diverse (ma comunque minori dei fiori), i bordi sono finemente seghettati e sono inoltre persistenti; sono rosse all'apice. Dopo la fioritura i capolini si staccano facilmente. Diametro dei capolini: 1 - 2,5 cm. Lunghezza del pedicello: 0 - 9,5 cm. Diametro dell'involucro: 15 – 40 mm.

### Fiore

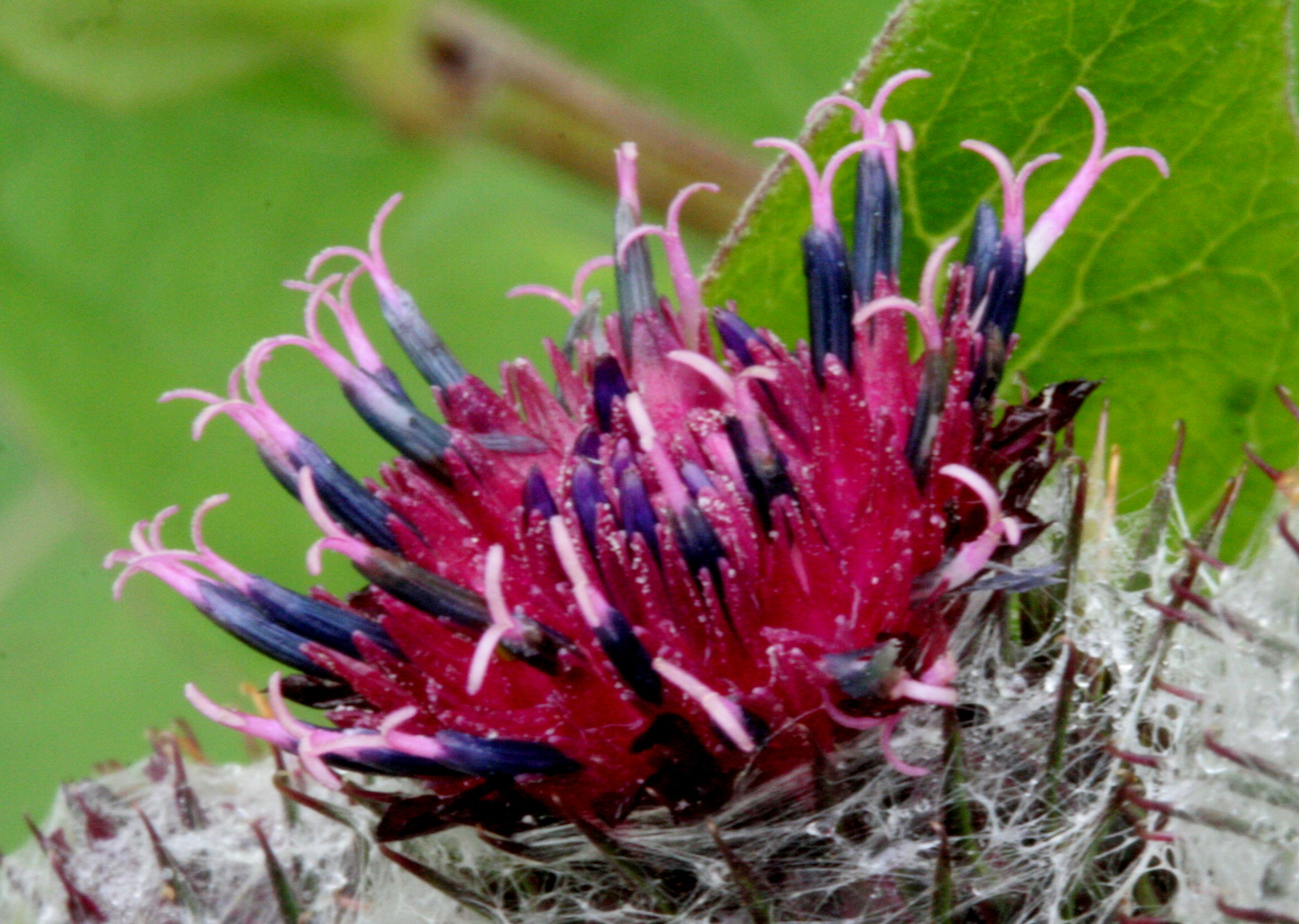
I fiori tubulosi. Località: Cortina (BL), 1400 m s.l.m. - luglio 2008

I fiori sono tutti del tipo tubuloso (il tipo ligulato, i fiori del raggio, presente nella maggioranza delle Asteraceae,  qui è assente), sono ermafroditi, attinoformi, tetra-ciclici (con quattro verticilli: calice – corolla – androceo – gineceo) e pentameri (ossia sia il calice che la corolla sono composti da cinque elementi).  Lunghezza del fiore: 7,5 – 15 mm.
- Formula fiorale:

- /x K {\displaystyle \infty }, [C (5), A (5)], G 2 (infero), achenio

- Calice: i sepali del calice sono ridotti ad una coroncina di squame.
- Corolla: la corolla ha una forma cilindrica terminante con 5 denti; il colore è violetto.
- Androceo: gli stami sono 5 con filamenti liberi, distinti e glabri; le antere sono saldate fra di loro e formano un manicotto circondante lo stilo.
- Gineceo: l'ovario è infero e uniloculare formato da 2 carpelli; lo stilo è unico con uno stimma terminale bifido e glabro (è presente solamente un ciuffo di peli all'apice dello stilo).
- Fioritura: da luglio a settembre.

### Frutti
Il frutto è un achenio di pochi millimetri (5 – 7 mm) di colore grigio-bruno con chiazze più scure ondulate. Il pappo presenta delle brevi setole. Lunghezza delle setole: 1 - 3,5 mm

## Biologia
- Impollinazione: l'impollinazione avviene tramite insetti (impollinazione entomogama tramite farfalle diurne e notturne).
- Riproduzione: la fecondazione avviene fondamentalmente tramite l'impollinazione dei fiori (vedi sopra).
- Dispersione: i semi cadendo a terra sono successivamente dispersi soprattutto da insetti tipo formiche (disseminazione mirmecoria). In questo tipo di piante avviene anche un altro tipo di dispersione: zoocoria. Infatti gli uncini delle brattee dell'involucro si agganciano ai peli degli animali di passaggio disperdendo così anche su lunghe distanze i semi della pianta.

## Distribuzione e habitat
- Geoelemento: il tipo corologico (area di origine) è Europeo (Euri-mediterraneo).
- Distribuzione: è comune su tutto il territorio italiano. È inoltre presente in Europa, Africa mediterranea occidentale, Asia minore, Asia settentrionale e Americhe (in quest'ultima zona è considerata specie naturalizzata).[8][10]
- Habitat: l'habitat tipico per questa pianta sono gli incolti, le siepi, i bordi delle strade e le sponde dei ruscelli; ma anche gli ambienti ruderali, le schiarite, le strade forestali e arbusteti meso-termofili.  Il substrato preferito è sia calcareo che siliceo con pH neutro, alti valori nutrizionali del terreno che deve essere mediamente umido.
- Distribuzione altitudinale: sui rilievi queste piante si possono trovare fino a 1500 m s.l.m.; frequentano quindi i seguenti piani vegetazionali: montano e collinare e in parte quello subalpino.

### Fitosociologia
Dal punto di vista fitosociologico la specie di questa scheda appartiene alla seguente comunità vegetale:)
Formazione : delle comunità perenni nitrofile
Classe : Artemisietea vulgaris
Ordine : Onopordetalia acanthii
Alleanza : Arction lappae

## Tassonomia
La famiglia di appartenenza di questa voce (Asteraceae o Compositae, nomen conservandum) probabilmente originaria del Sud America, è la più numerosa del mondo vegetale, comprende oltre 23.000 specie distribuite su 1.535 generi, oppure 22.750 specie e 1.530 generi secondo altre fonti (una delle checklist più aggiornata elenca fino a 1.679 generi). La famiglia attualmente (2021) è divisa in 16 sottofamiglie.

### Filogenesi
Il genere Arctium (con 44 specie, 4 delle quali nella flora spontanea italiana) appartiene alla sottotribù Arctiinae (in precedenza era descritto nel gruppo tassonomico informale Arctium-Cousinia Group) (tribù Cardueae, sottofamiglia Carduoideae). In natura esistono inoltre molti ibridi in quanto le singole specie sono interfertili.

Il numero cromosomico di A.minus è: 2n = 36.

Il basionimo per questa specie è: Lappa minor Hill

### Variabilità
Arctium minus è una specie complessa con molte varianti, soprattutto nelle dimensioni delle varie parti del capolino come il diametro dell'involucro o lunghezza delle squame. Per questa specie in Italia sono riconosciute due sottospecie qui di seguito brevemente descritte (non sempre tutte le sottospecie sono riconosciute dalle varie checklist).

#### Subsp.minus

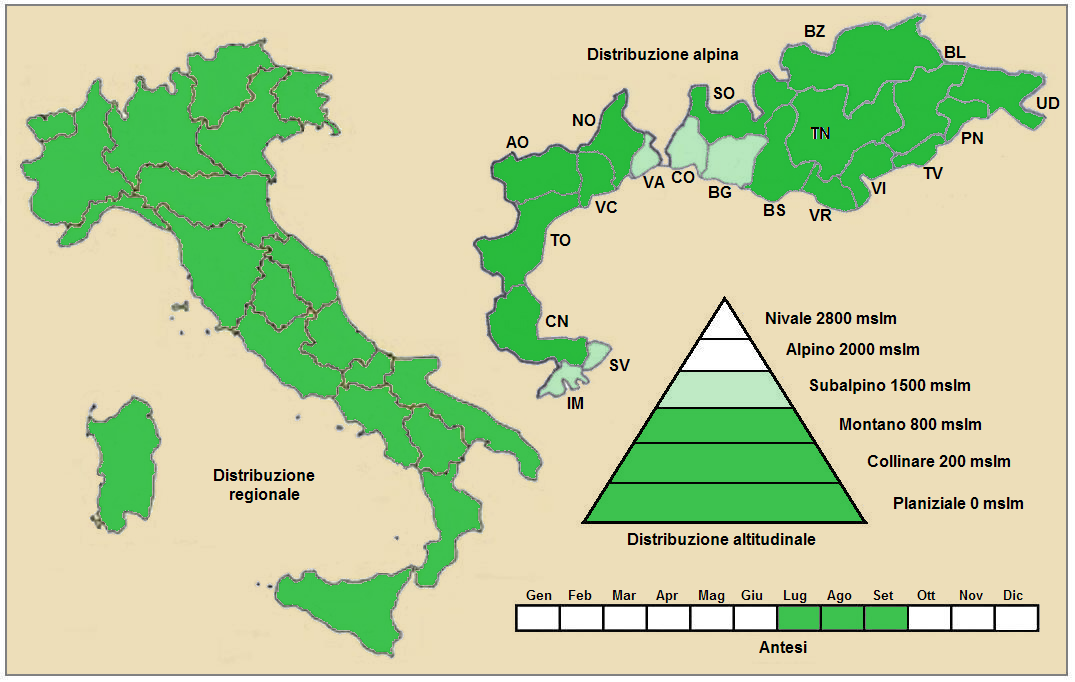
Distribuzione della pianta
(Distribuzione regionale – Distribuzione alpina)

- nome scientifico: Arctium lappa Bernh. subsp. minus;
- nome comune: Bardana minore;
- ciclo biologico: annuale o bienne;
- capolino: il capolino è più schiacciato ai lati e le corolle dei fiori tubulosi sporgono per circa metà capolino;
- habitat: rispetto all'altra sottospecie la minus predilige zone lievemente più umide;
- distribuzione: in particolare nelle Alpi questa sottospecie è quasi ovunque presente a parte alcune zone centrali; oltreconfine (sempre nella zona alpina) si trova in Francia (dipartimenti di Alpi dell'Alta Provenza, Alte Alpi, Alpi Marittime, Savoia, Alta Savoia), in Svizzera (cantone Berna), in Austria (tutti i Länder) e in Slovenia. Sugli altri rilievi europei si trova nei Vosgi, Massiccio del Giura, Massiccio Centrale, Pirenei e Carpazi.[11]

#### Subsp.pubens

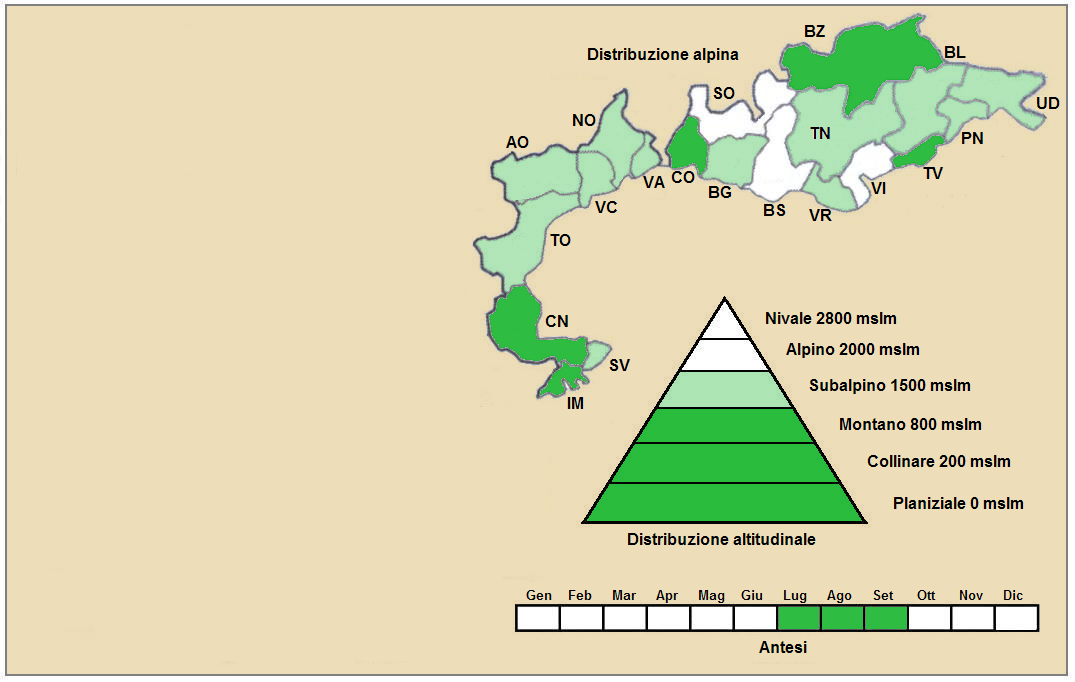
Distribuzione della pianta
(Distribuzione regionale – Distribuzione alpina)

(Questa sottospcie non è unanimemente riconosciuta da tutti i botanici)
- nome scientifico: Arctium lappa Bernh. subsp. pubens (Bab.) Arènes, 1950;
- basionimo: Arctium pubens Bab., 1856;
- nome comune: Bardana lanuginosa;
- ciclo biologico: bienne;
- capolino: il capolino ha una forma più sferica e le corolle dei fiori tubulosi sporgono poco dall'apice del capolino;
- habitat: questa sottospecie può essere trovata anche in boschi di pioppeti, ontaneti, frassineti e saliceti arborei;
- distribuzione: in particolare nelle Alpi questa sottospecie è presente solamente in alcune province (CN, CO e BZ); oltreconfine (sempre nella zona alpina) si trova in Francia (dipartimenti di Alpi dell'Alta Provenza, Hautes-Alpes, Alpi Marittime, Drôme e Alta Savoia), in Svizzera (cantoni Vallese e Ticino), in Austria (Länder del Vorarlberg, Tirolo Settentrionale, Tirolo Orientale e Carinzia). Sugli altri rilievi europei si trova nel Massiccio del Giura e nel Massiccio Centrale.[11]

### Ibridi
Al Nord dell'Italia e negli Appennino settentrionale si possono trovare degli ibridi con Arctium nemorosum Lej. et Court..

### Sinonimi
Questa entità ha avuto nel tempo diverse nomenclature. L'elenco seguente indica alcuni tra i sinonimi più frequenti:
- Arcion minus Bubani
- Arctium chabertii Briq. & Cavill.
- Arctium chabertii subsp. aellenianum Arènes
- Arctium chabertii subsp. balearicum Arènes
- Arctium chabertii subsp. chabertii
- Arctium chabertii subsp. corsicum Arènes
- Arctium conglomeratum Schur ex Nyman
- Arctium euminus Syme
- Arctium lappa Kalm
- Arctium lappa var. minus (Bernh.) A.Gray, 1884
- Arctium melanoceps (Beger) G. H. Loos
- Arctium montanum Steud.
- Arctium minus subsp. mediterraneum Arènes
- Arctium minus var. corymbosum Wiegand
- Arctium minus var. melanoceps Beger
- Arctium minus var. minus
- Arctium minus fo. minus
- Arctium nemorosum subsp. pubens (Bab.) Rothm. - Sinonimo della sottospecie pubens
- Arctium nemorosum var. pubens (Bab.) Fiori
- Arctium pubens Bab. - Sinonimo della sottospecie pubens
- Arctium pubens var. pubens
- Arctium tomentosum subsp. pubens (Bab.) Nyman
- Bardana minor Hill
- Lappa chabertii
- Lappa minor Hill
- Lappa minor var. minor
- Lappa pubens (Bab.) Boreau - Sinonimo della sottospecie pubens
- Lappa vulgaris Hill var. minor (Bernh.) Neilr., 1846

### Specie simili
- Arctium lappa L. - Bardana maggiore: è più grande e più vigorosa della Bardana minore (i capolini hanno dimensione di 3 - 4 cm); inoltre le foglie sono più larghe e i rami superiori si presentano con una configurazione corimbosa.
- Arctium nemorosum Lej. et Court. - Bardana selvatica: si differenzia per la diversa ramificazione che conferisce alla pianta un aspetto piramidale e per le squame involucrali colorate diversamente (arrossate e giallastre sugli uncini); i capolini hanno dimensione di 3 - 4 cm.
- Arctium tomentosum Miller - Bardana lanuta: la caratteristica più rilevante è nell'involucro: fittamente tomentoso-ragnateloso, le squame esterne sono uncinate, mentre quelle interne sono con punte diritte.

## Usi

### Farmacia
Secondo la medicina popolare questa pianta ha le seguenti proprietà curative:
- antibatterica (blocca la generazione dei batteri);
- antifungina (blocca la crescita degli organismi fungini);
- lassativa  (ha proprietà purgative);
- purificatrice del sangue;
- carminativa (favorisce la fuoriuscita dei gas intestinali);
- colagoga (facilita la secrezione biliare verso l'intestino);
- diaforetica (agevola la traspirazione cutanea);
- diuretica (facilita il rilascio dell'urina);
- ipoglicemica (diminuisce il glucosio nel sangue).

### Cucina
Di questa pianta per scopi alimentari vengono usate varie parti quali i semi, le radici e le foglie. Le radici migliori si ottengono da piante giovani e normalmente vengono sbucciate; se arrostite possono essere un buon surrogato del caffè. Le foglie, sempre giovanili, sono usate sia cotte che crude. I fusti vengono usati dopo aver tolto la scorza esterna.

### Giardinaggio
Questa pianta può essere coltivata in terreni umidi, ma in posizioni soleggiate. La semina ha più successo se fatta in autunno.

### Altri usi
Dalla corteccia interna del fusto si ottiene una fibra usata per produrre della carta artigianale di colore marrone chiaro.

## Altre notizie
La Bardana minore in altre lingue viene chiamata nei seguenti modi:
- (DE)  Gewöhnliche Kleine Klette
- (FR)  Bardane à petits capitules
- (EN)  Lesser Burdock